# Coleophora haywardi
Coleophora haywardi é uma espécie de mariposa do gênero Coleophora pertencente à família Coleophoridae.